# Причины и предпосылки Второй мировой войны
Втора́я мирова́я война́ (1 сентября 1939 — 2 сентября 1945) — вооружённый конфликт планетарного масштаба с участием двух мировых военно-политических коалиций, ставший крупнейшим в истории человечества. В нём участвовало 62 государства из 74 существовавших на тот момент (80 % населения земного шара). Боевые действия велись на территории трёх континентов и в водах четырёх океанов. Единственный конфликт, в котором было применено ядерное оружие.
К 1939 году в результате кризиса и краха Версальско-Вашингтонской системы международных отношений — системы мирового порядка, основы которого были заложены по завершении Первой мировой войны 1914—1918 годов, — произошло оформление двух военно-политических блоков великих держав, в которых Великобритания и Франция противостояли Германии и Италии, к которым тяготела Япония. СССР и США занимали выжидательную позицию, рассчитывая использовать войну между этими блоками в своих интересах.
Военно-политические блоки, сложившиеся в Европе, стремились к достижению собственных целей, что увеличивало риск начала войны. Руководство СССР предпринимало усилия, чтобы отвести угрозу преждевременного втягивания в возможную европейскую войну. Эта война должна была ослабить Германию, Великобританию и Францию, что, в свою очередь, позволило бы СССР максимально расширить своё влияние на континенте. Советский Союз до своего открытого военного столкновения с Германией 22 июня 1941 года вёл свои собственные захватнические войны, преследуя свои геополитические цели и интересы, играя на противоречиях двух противоборствующих коалиций. Со своей стороны, Германия, осознавая невозможность одновременного военного конфликта с коалицией великих держав, рассчитывала ограничиться локальной операцией против Польши, что улучшило бы её стратегическое положение для дальнейшей борьбы за гегемонию в Европе с Великобританией, Францией и СССР. Италия стремилась получить новые уступки от Великобритании и Франции в результате их конфликта с Германией, но сама не торопилась вступать в войну. США была нужна война в Европе, чтобы исключить возможность англо-германского союза, окончательно занять место Великобритании в мире и ослабить СССР, что позволило бы им стать основной мировой силой. Япония, пользуясь занятостью остальных великих держав в Европе, намеревалась закончить на своих условиях войну в Китае, добиться от США согласия на усиление японского влияния на Дальнем Востоке и при благоприятных условиях поучаствовать в войне против СССР. Так, в результате действий всех основных участников предвоенный политический кризис перерос в мировую войну, развязанную Германией.

## Версальско-Вашингтонская система международных отношений

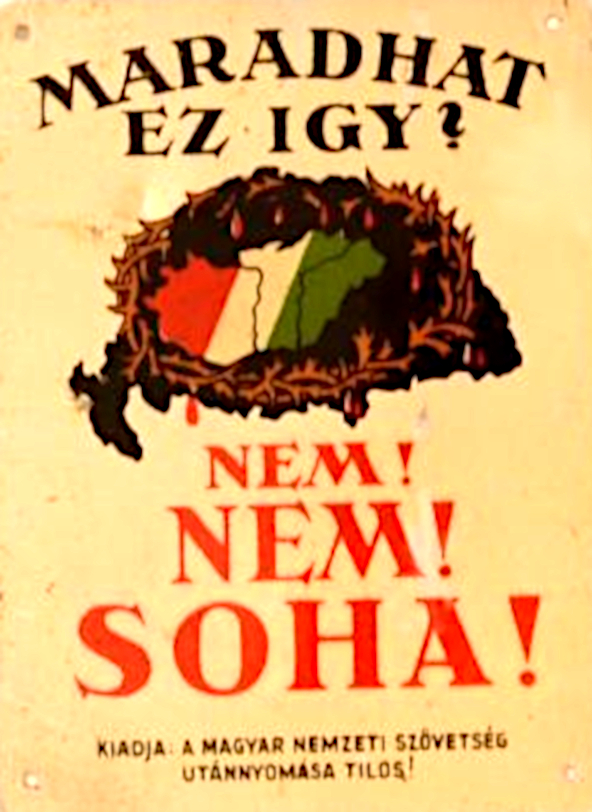
«Может ли так остаться? Нет! Нет! Никогда!» (венгерский плакат 1920 года, направленный против Трианонского договора, изображающий границы Транслейтании и границы Венгрии по Трианонскому договору)

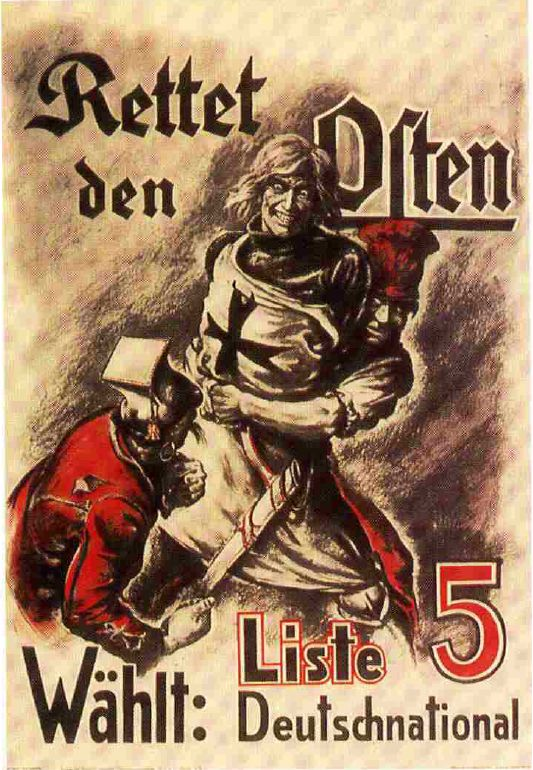
«Спасает восток» (предвыборный плакат Немецкой национальной народной партии 1920 года, изображающий тевтонского рыцаря, на которого нападает поляк и которого удерживает германский социалист)

Неизбежность Второй мировой войны была предопределена характером самой Версальско-Вашингтонской системы международных отношений — мирового порядка, основы которого были заложены по завершении Первой мировой войны (1914—1918) Версальским мирным договором, договорами с союзниками Германии, а также соглашениями, заключёнными на Вашингтонской конференции 1921—1922 годов.
Европейская (Версальская) часть этой системы в значительной степени была сформирована под влиянием политических и военно-стратегических соображений государств-победителей (главным образом, Великобритании и Франции) при игнорировании интересов побеждённых и вновь образованных стран (Веймарская Германия, Австрия, Венгрия, Турция, Болгария, Югославия, Чехословакия, Польша, Финляндия, Латвия, Литва, Эстония).
Оформление нового мирового порядка в Европе было осложнено революцией в России и хаосом в Восточной Европе. Государства-победители, игравшие основную роль в выработке условий Версальского договора, преследовали различные цели. Для Франции основное значение имело максимальное ослабление Германии, что позволяло закрепить французскую гегемонию в Европе и обезопасить её восточные границы. Великобритания и США были более заинтересованы в сохранении баланса сил в Европе, что заставляло их в большей степени учитывать интересы Германии, которую в условиях распада Австро-Венгрии, революции в России, общего национально-революционного подъёма и действенной большевистской пропаганды можно было использовать в качестве стабилизирующего фактора в Центральной и Восточной Европе.
В итоге версальские договорённости стали компромиссом между этими крайними позициями за счёт побеждённых, что предопределило становление массовых коммунистических партий и реваншистскую направленность внешней политики Германии. При этом Великобритания и Франция пытались использовать новые государства, возникшие в Европе, как против большевистской революции, так и против германского реваншизма.
В связи с тем, что основой любой системы международных отношений является «баланс сил, понимаемый как конкретно-историческое соотношение удельного веса и влияния входящих в систему государств, и в первую очередь великих держав», отсутствие согласованной позиции Великобритании и Франции по вопросу о перспективе европейского равновесия и самоустранение США от участия в функционировании Версальской системы, изоляция Советской России (СССР) и антигерманская направленность Версальской системы (с сохранением деления политической карты Европы на победителей и побеждённых) превращали её в несбалансированную и неуниверсальную, тем самым увеличивая потенциал будущего мирового конфликта.
Сразу после того, как стали известны условия Версальского мирного договора, президент Веймарской республики Фридрих Эберт заявил, что эти условия и репарации, в них оговорённые, не могут быть выполнены немецким народом даже при крайнем напряжении всех его сил. Он подчеркнул, что на таких условиях невозможно обеспечить долгого мира в Европе на базе сотрудничества между народами и новая кровопролитная война будет неизбежной.
Перед победителями в Первой мировой войне встала сложная двоякая задача — ликвидировать угрозу со стороны Германии и новую опасность — распространение коммунистических идей из большевистской России. Выход был найден в создании буферных государств: были узаконены произошедшие в 1918 году распад Австро-Венгрии, объявление независимости Венгрии, провозглашение никогда прежде не существовавшей Чехословакии. Было признано воссоздание Польши, ей были переданы некоторые восточногерманские земли и выделен «коридор» к Балтийскому морю. Были признаны отделившиеся от России прибалтийские государства, но при этом литовский Виленский край оказался в составе Польши, а немецкий Клайпедский край, наоборот, отошёл к Литве. Румынии была передана Трансильвания. Ещё один венгерский регион — Воеводина — оказался в составе образовывавшегося Королевства сербов, хорватов и словенцев — будущей Югославии.
В 1920—1921 годах в Восточной Европе образовалась так называемая «Малая Антанта» — альянс Чехословакии, Румынии и Югославии, первоначальной целью которого было сдерживание венгерского ирредентизма, а также предотвращение воссоздания монархии Габсбургов в Австрии или Венгрии. Альянс получил поддержку Франции, которая подписала военные соглашения с каждой из трёх государств-участников. «Малая Антанта» давала возможность Франции открыть второй фронт в случае возобновления войны с Германией, в то время как Польша, Чехословакия и Литва рассматривались ею как противовес Германии и СССР.
Буферные государства представляли собой постоянный источник напряжения для Германии на востоке и большевистской России на западе. Одновременно оказалось, что чуть ли не все страны Восточной Европы имеют территориальные претензии друг к другу. Так, вскоре после этого Россия была исключена из Версальского процесса. Большевистское руководство Советской России декларировало необходимость мировой революции и свержения буржуазных правительств во всём мире, а потому было недоговороспособно, а белые в период проведения мирной конференции терпели поражения от красных и сильно зависели от иностранной помощи, не представляя собой внятного субъекта. Турция была лишена территорий за пределами Малой Азии и Санджака, а в ходе Версальской конференции едва не лишилась государственности. За пределами Версальской конференции осталось рассмотрение ситуации в Азии — японские притязания на управление практически распавшимся и впавшим в хаос к этому времени Китаем.
Вашингтонская система, распространяющаяся на Азиатско-Тихоокеанский регион, отличалась несколько большим равновесием, но также не была идеальной, поскольку в число её субъектов не были включены СССР и Китай, которые могли бы стать гарантами от японского экспансионизма в сотрудничестве с США и Великобританией. Нестабильность Вашингтонской системы обусловливали неопределённость политического развития Китая, милитаристский внешнеполитический курс Японии, изоляционизм США и прочее.
Вашингтонская конференция была созвана в ноябре 1921 года для того, чтобы рассмотреть вопросы о послевоенном соотношении сил в Тихоокеанском бассейне и об ограничении морских вооружений. В ходе конференции было установлено новое соотношение сил на Дальнем Востоке, в основе которого лежало партнёрство великих держав на базе консенсуса по военно-морским проблемам, взаимных гарантий региональных интересов и общих принципов политики в Китае. Равновесность системы закреплялась новой ролью Японии, которая была вынуждена отказаться от союза с Великобританией и ограничить свои притязания в Китае и России, но получила гарантии военно-морской безопасности и, таким образом, оказалась в роли основного гаранта Вашингтонской системы международных отношений.

## СССР, Коминтерн и угроза мировой революции
Коммунисты считают презренным делом скрывать свои взгляды и намерения. Они открыто заявляют, что их цели могут быть достигнуты лишь путём насильственного ниспровержения всего существующего общественного строя. Пусть господствующие классы содрогаются перед Коммунистической Революцией. Пролетариям нечего в ней терять, кроме своих цепей. Приобретут же они весь мир.
ПРОЛЕТАРИИ ВСЕХ СТРАН, СОЕДИНЯЙТЕСЬ!
— Карл Маркс и Фридрих Энгельс, «Манифест коммунистической партии»

В самый разгар Первой мировой войны В. И. Ленин уже писал о возможной необходимости Второй мировой войны, если первого мирового конфликта будет недостаточно для свержения буржуазии во всех странах мира. В частности, термин «Великая Отечественная война» также был употреблён в статье В. И. Ленина «Главная задача наших дней», опубликованной в «Известиях» ещё 12 марта 1918 года, вскоре после подписания Брестского мира.

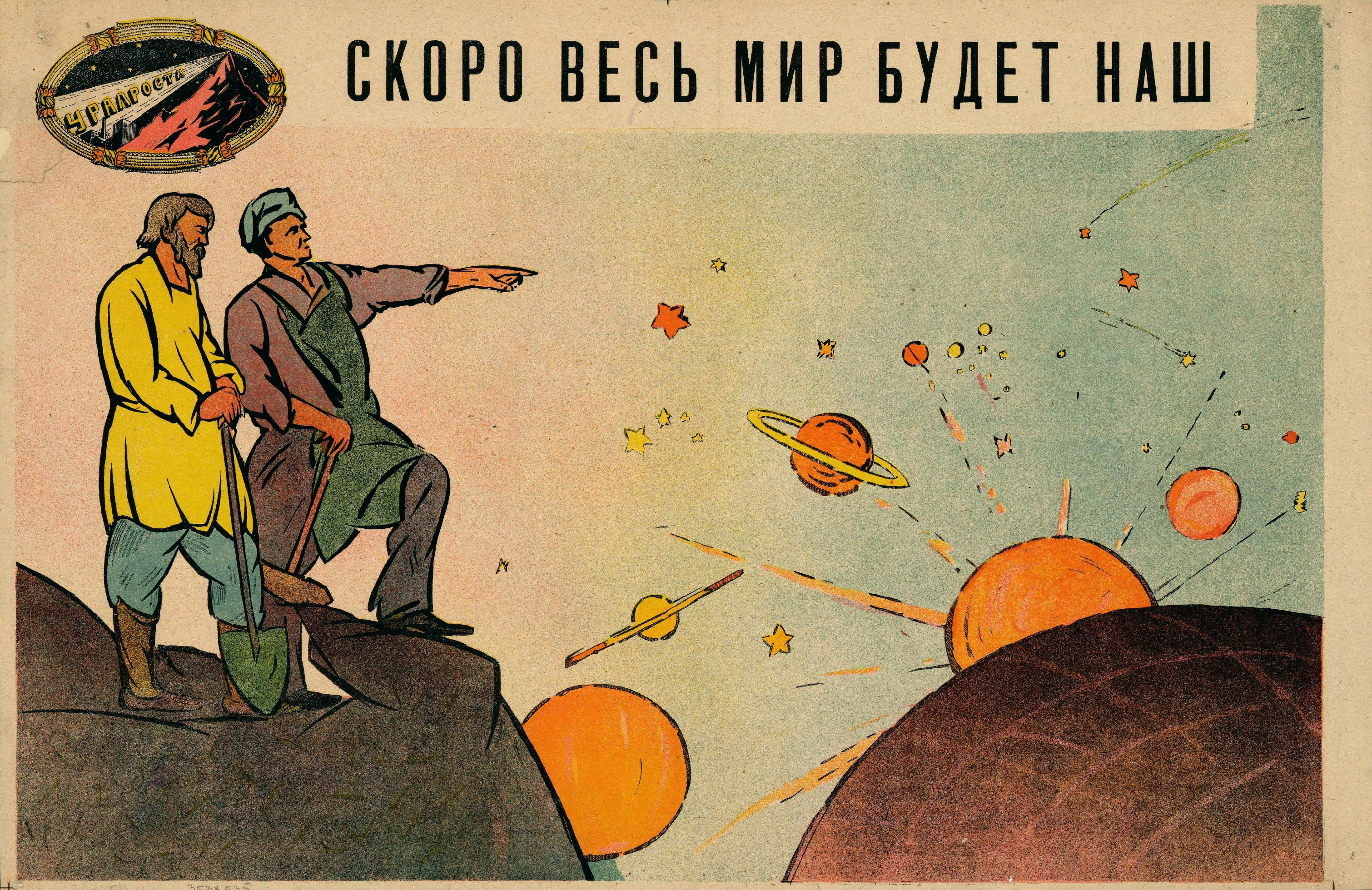
Плакат «Скоро весь мир будет наш». Художник Л. В. Саянский. Екатеринбург, 1920

После октябрьской революции большевиков 1917 года в России началась ожесточённая гражданская война, закончившаяся победой красных сил, во многом из-за разобщённости белых движений и нежелания их лидеров признать права новообразованных на территории России лимитрофных государств, недостаточной помощи Антанты (добившейся в 1918 году вывода германских войск из России), а также централизованному и крайне жёсткому руководству органов Советской власти, которая смогла различными путями привлечь на свою сторону значительную часть населения.
РКП (б), создав Третий Интернационал, поставила задачу распространения идей революционного интернационального социализма, в противовес реформистскому социализму Второго интернационала, окончательный разрыв с которым был вызван различием позиций относительно Первой мировой войны и Октябрьской революции в России. Эту работу часть руководства партии считала борьбой за мировую революцию и в ней были задействованы советские полпредства, торговые фирмы, туристические бюро, научные институты, на что тратились значительные финансовые ресурсы (только на германский путч 1923 года было выделено 300 млн золотых рублей).
В предвоенные годы Советский Союз своей активной внешней международной деятельностью, закреплённой официально в государственной символике страны, поставил своей целью на деле осуществить свою всемирно-историческую миссию по подготовке силового революционного преобразования всего мирового сообщества на принципах коммунизма. Конечные цели советской внешней политики были изначально недвусмысленно выражены геральдически в виде государственного герба СССР, изображавшего земной шар, накрытый эмблемой свободного коммунистического труда — Серпом и Молотом — с популистским призывом к объединению пролетариата под лозунгом: «Пролетарии всех стран, соединяйтесь!». Через свои многочисленные ячейки и филиалы в виде всевозможных зарубежных коммунистических партий, а также близкие по убеждениям общественные организации — КИМ, МОПР, различные антифашистские объединения и пр., Коминтерн (полностью управляемый и финансируемый советским правительством и партийным руководством СССР) готовил мировую пролетарскую революцию. Гимном Коминтерна была песня: «Наш лозунг — Всемирный Советский Союз!».
Поддержка коммунистических движений вылилась в попытки переворотов в соседних с СССР странах (путч в сентябре 1923 в Болгарии, путч в октябре 1923 в Германии, путч в Эстонии в 1924-м). В апреле 1925 коммунисты взорвали Собор Святой Недели в Болгарии (царь Борис III выжил). Активное военно-политическое вмешательство СССР в Китае руками китайских коммунистов наносило ущерб британским экономическим интересам в этой стране и вело к превращению Китая в коммунистическое государство. Затратным акциям за границей предшествовало масштабное (в рамках всей страны) изъятие церковных ценностей, осуществлённое в 1922 году якобы для закупки продовольствия голодающим.

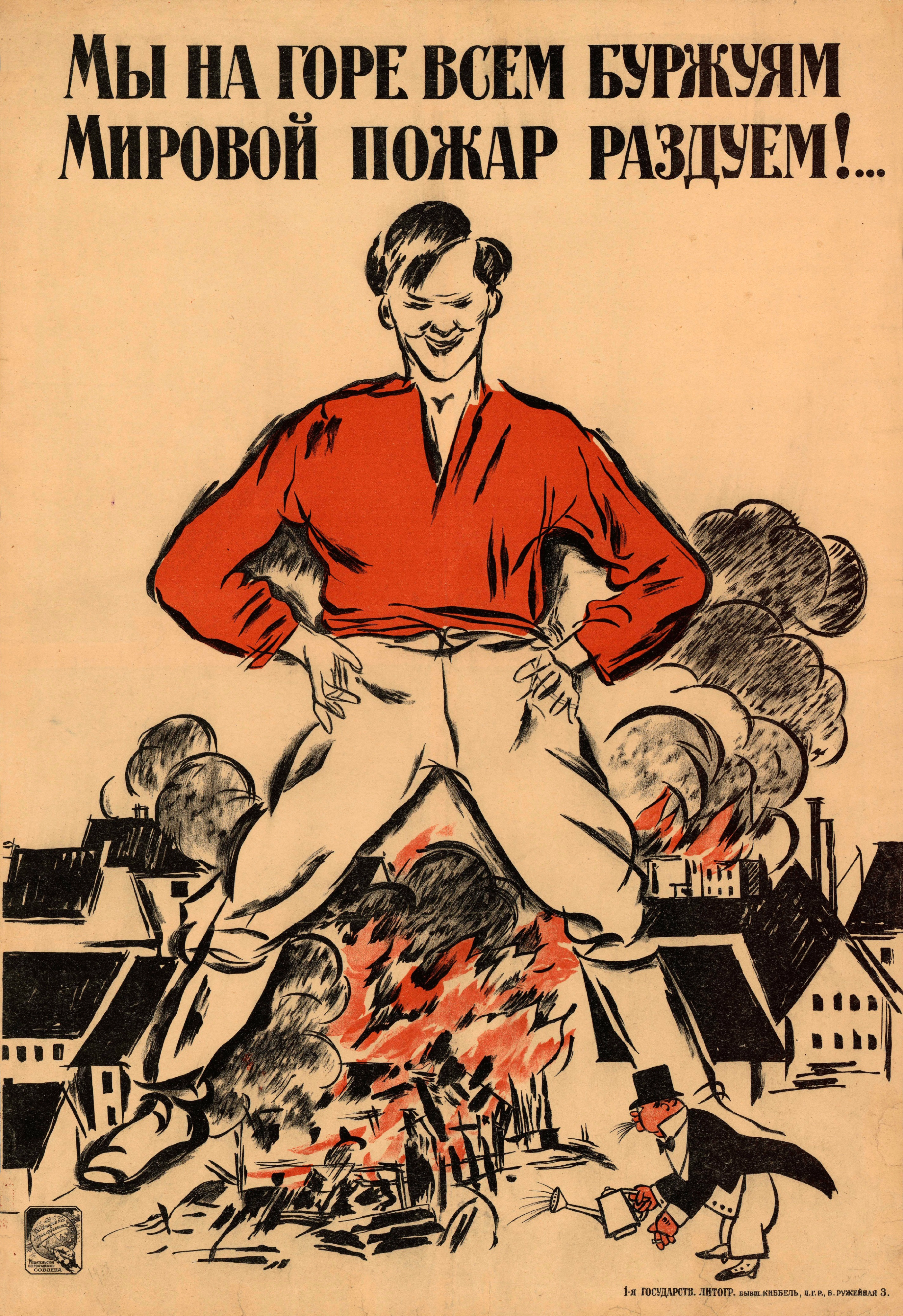
Советский пропагандистский плакат 1918 года, (художник А. Зеленский, слова из поэмы А. Блока «Двенадцать»)

Однако силы РККА не были достаточны для серьёзного военного столкновения, что в резкой форме проявилось, например, ещё в советско-польской войне 1920 года. Их численность на 1927 год составляла 586 тысяч военнослужащих, снаряжение которых оставляло желать лучшего, было недостаточно артиллерийских систем и боеприпасов, а танки и авиация (698 или 694 самолётов) были разносортные и устаревшие.
Самым крупным и опасным противником для Советского Союза в двадцатые годы являлась Польша Юзефа Пилсудского, взявшая курс на восстановление Речи Посполитой в границах 1772 года, что подразумевало новые территориальные претензии к СССР. Одной из причин переворота в Польше правые французские издания считали крах переговоров о компенсации в Локарно и заключение советско-германского договора «О дружбе и нейтралитете» в апреле 1926 года после неудачи мартовской (1926 г.) сессии Лиги Наций. Приход Пилсудского к власти усилил влияние на Польшу политики Великобритании. Новое польское руководство всячески оттягивало вручённое 24 августа 1926 года советским полпредом Войковым предложение СССР о подписании пакта о ненападении.
Англо-советский конфликт 1927 года и возникшая ситуация военной тревоги в 1927 году, разрыв дипломатических отношений между Британской империей и СССР — всё это вызвало оживление в Варшаве, а убийство в июне 1927 года советского полпреда служило провокацией к возможному военному конфликту с Британской империей, Польшей, а возможно и целым блоком европейских государств. В процессе этого военного кризиса руководство СССР столкнулось с новыми проявлениями антисоветских настроений в некоторых слоях советского общества, проявлявшихся как нежелание воевать за советскую власть и надежды на возможный скорый крах большевиков.
Непосредственной причиной военно-дипломатического кризиса между СССР и Великобританией стали революционные события в Китае и их поддержка со стороны СССР, что вызвало жёсткую реакцию Великобритании, которая начала утрачивать свои колониальные позиции в Китае.

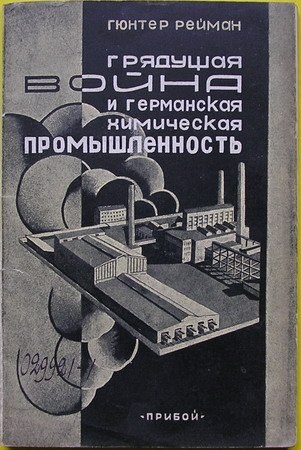
Гюнтер Рейман, «Грядущая война и германская химическая промышленность» — Л.: изд-во «Прибой» (СССР, 1928)

## Политика милитаризации Германии и СССР
Версальская система не могла быть эффективной, потому что её прямыми и косвенными жертвами были две крупнейшие великие державы континента — Германия и Советская Россия. 16 апреля 1922 года Германия и Советская Россия подписали Рапалльский договор, благодаря которому у них появилась возможность хоть незначительно, но поддерживать и взаимно развивать военно-технический потенциал, накопленный в годы Первой мировой войны. В то время как Красная армия использовала технические достижения германской военной промышленности и современные организационные методы германского генштаба, рейхсвер получил возможность готовить группы лётчиков, танкистов и специалистов по химическому оружию (газам) в трёх собственных школах, а также с помощью дочерних предприятий германской военной промышленности в России обучать своих офицеров обращению с новым оружием, изготовление и владение которым было запрещено Германии.
Со своей стороны Великобритания и США не были заинтересованы в резком ослаблении Германии, видя в ней противовес французскому доминированию в Западной Европе, а также единственную страну способную остановить экспорт в Европу мировой революции, которую намеревались осуществить большевики находившиеся у власти в СССР. Рурский кризис 1923 года убедил их в опасности прихода к власти в Германии реваншистских сил. Поэтому в 1924 году Великобритания и США добились принятия «Плана Дауэса», позволяющего Германии получать займы США для погашения репараций. К 1927 году военно-промышленный потенциал Германии был восстановлен до показателей довоенных лет. В 1930 году был принят ещё более мягкий «план Юнга», предоставлявший Германии отсрочку на погашение репараций на период Великой депрессии.
Франция и Великобритания попытались размыть особый характер имевших место тесных советско-германских отношений. Такому курсу активно способствовал министр иностранных дел Германии Густав Штреземан, уверявший, что у Германии больше общего со странами Запада, чем с СССР. С этой целью Германия, Франция и Британия подписали в 1925 году Локарнские соглашения. В соответствии с его условиями Париж и Лондон гарантировали незыблемость западной границы Германии, но не дали аналогичных гарантий в отношении её восточных границ. Это представляло непосредственную опасность для Польши, Чехословакии и Литвы. После Локарно в Германию устремился капитал, в основном американский, ускоряя модернизацию её промышленности. Соглашение в Локарно породило глубокое недоверие к французской политике в Восточной Европе, что привело к срыву переговоров о создании системы коллективной безопасности в Европе в 1930-е годы.
В СССР одним из результатов военной тревоги и кризиса 1927 года, стало начало укрепления обороноспособности страны и строительство Линии Сталина; Троцкий писал о связи военной тревоги 1927 года с последующими репрессиями против оппозиции и чистками в РККА и партии. Правительство СССР взяло курс на масштабное военное производство и ускоренную индустриализацию, а перспективная «новая экономическая политика» страны с 1928 года была свёрнута. С 1930 года началась принудительная коллективизация, имевшая целью полный контроль над производством хлеба и иной сельскохозяйственной продукции с целью форсирования темпов индустриализации и военного производства. Таким образом, уроки военной тревоги 1927 года легли в основу всех последующих событий 1930-х годов, хотя и не были занесены в «официальный курс истории СССР» и потому в советском обществе были мало изучены. Но состояние «военной тревоги» было заметно отражено в средствах массовой информации и художественной литературе.
С приходом Гитлера к власти в Германии Женевская конференция по разоружению усилиями Франции, Великобритании, Италии и Германии превратилась в ширму, прикрывавшую легализацию вооружения нацистской Германии. Гитлер запугивал победителей Первой мировой войны коммунистической угрозой, исходившей со стороны СССР, представляя свою страну как буфер между Западом и Советским Союзом. В марте 1935 года Германия окончательно перестала соблюдать военные статьи Версальского мирного договора 1919 года. В стране была введена всеобщая воинская повинность и началось перевооружение армии, однако это не встретило никакого противодействия со стороны западных держав, гарантов Версальского мира. Германии в результате плебисцита был возвращён Саар. В 1936 году немцы ввели войска в демилитаризованную Рейнскую область. К концу 1936 года в Германии насчитывалось 14 армейских корпусов и одна кавалерийская бригада. Новая регулярная армия — Вермахт — достигла численности 700—800 тыс. человек. В 1936 году Германия имела уже не менее 1500 танков, военно-воздушный флот насчитывал 4500 самолётов. По всей Германии была развернута широкая сеть аэродромов. В 1939 году сухопутные войска нацистской Германии насчитывали 2,6 млн человек, ВВС — 400 тыс., ВМФ — 50 тыс. человек.

## Становление нацизма в Германии
После завершения Первой мировой войны Германия — главное проигравшее государство — долго оставалась крайне нестабильной. В стране было введено демократическое устройство (Веймарская республика), но при этом большинство населения было недовольно низким уровнем жизни и очень высоким уровнем инфляции. В стране были сильны позиции левых радикалов, в том числе коммунистов. В определённый момент германское общество начало склоняться к реваншизму. После смерти президента-социалиста Фридриха Эберта его место занял Пауль Гинденбург — ведущий германский военачальник Первой мировой войны. Начавшийся в 1929 году всемирный экономический кризис нанёс Германии больший ущерб, нежели другим странам; несмотря на чрезвычайные указы канцлера Генриха Брюнинга о сокращении заработной платы и новых налогах, государственный бюджет Германии имел миллиардный дефицит — падение доходов и безработица наложились на национальное унижение и обременительные репарации.
В этих условиях всё большую популярность в Германии стала приобретать Национал-социалистическая немецкая рабочая партия — организация, которая провозглашала своими целями одновременно национальное возрождение и социальную защиту населения. Национал-социалисты заявили, что причиной проблем является ущемление германской нации — Версальская система в международной политике, евреи и коммунисты внутри страны. Простые лозунги, склонность к театрализованности и эмоциональность лидера национал-социалистов — Адольфа Гитлера привлекли внимание избирателей, а затем и германской элиты, финансово-промышленных кругов, военных, прусского дворянства. В середине 1930 года, в соответствии с «планом Юнга», размер репараций был уменьшен, а с объявлением Соединёнными Штатами моратория Германия вообще прекратила выплату репараций. В начале 1933 года Гинденбург назначил Гитлера главой правительства — канцлером. Через несколько месяцев, устроив провокацию с поджогом Рейхстага (здания германского парламента), Гитлер обвинил в государственной измене своих главных противников — коммунистов. Этот повод был использован для установления партийной диктатуры национал-социалистов, которая быстро превратилась в личную диктатуру Гитлера. Все партии, кроме национал-социалистической, были распущены, их лидеры были арестованы и заключены в концлагеря, либо перешли на нелегальное положение или эмигрировали. В Германии установилась однопартийная система.

## Германский и итальянский экспансионизм

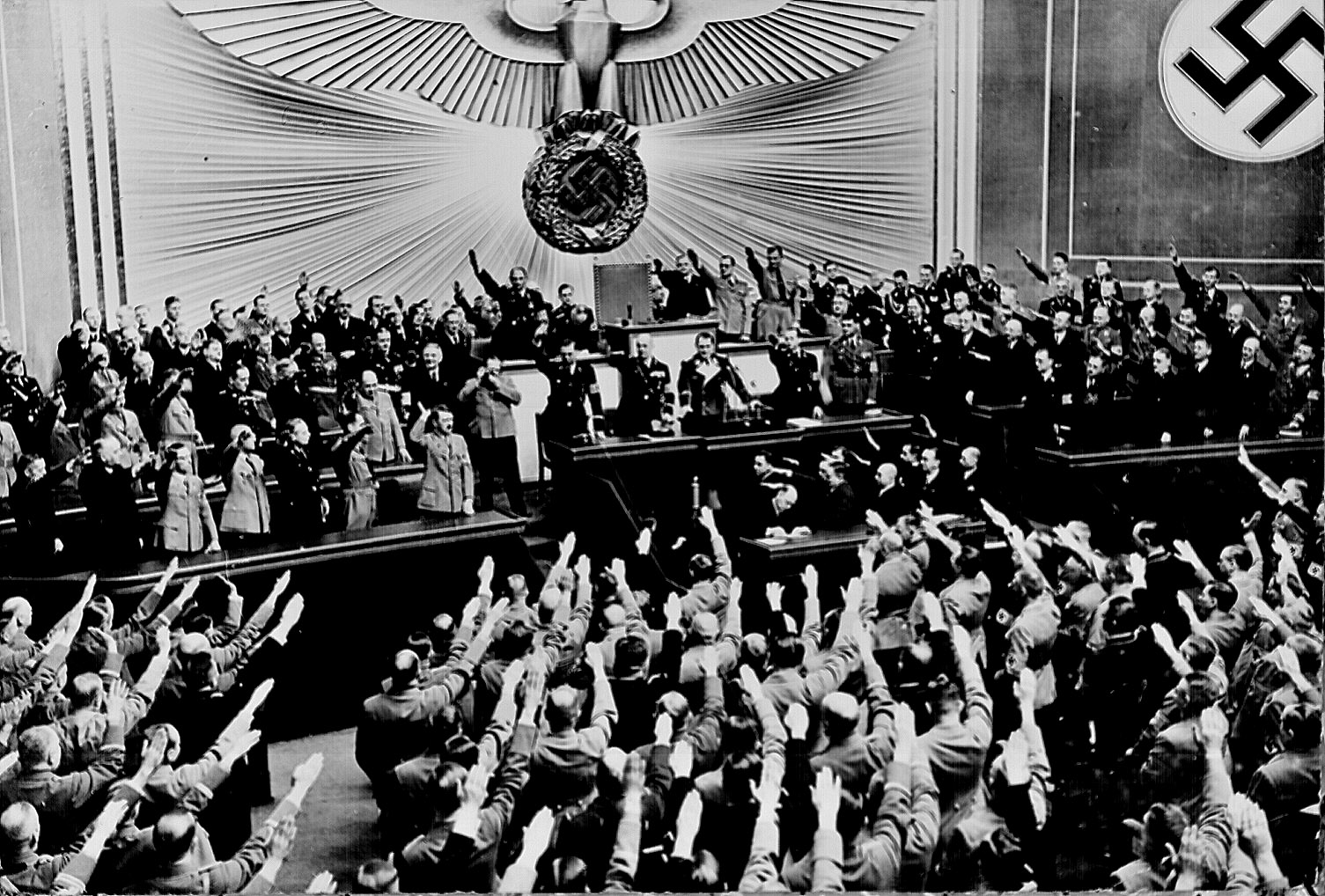
Гитлер сообщает депутатам Рейхстага об аншлюсе Австрии

Ещё до прихода к власти, летом 1932 года, Гитлер на совещании своих единомышленников озвучил план создания германской «расовой империи», призванной господствовать над Европой и миром. «Мы никогда не добьёмся мирового господства, — говорил он, — если в центре нашего развития не будет создано мощное, твёрдое как сталь, ядро из 80 или 100 миллионов немцев». Кроме Германии, в это «ядро» включались Австрия, Чехословакия, часть Польши. Вокруг этого «фундамента великой Германии» должен был лежать пояс малых и средних вассальных государств: Прибалтика, Польша, Финляндия, Венгрия, Сербия, Хорватия, Румыния, Украина, ряд южнорусских и кавказских государств.
В 1936—1939 годах руководство нацистской Германии, не прибегая к прямой военной конфронтации, под предлогом борьбы с коммунистической угрозой начало вводить силовую составляющую в свою внешнюю политику, постоянно вынуждая Великобританию и Францию идти на уступки и соглашательство (так называемая «политика умиротворения»). В эти годы нацистской Германией был создан плацдарм для будущей войны. В марте 1938 года Гитлер произвёл «аншлюс» Австрии, а затем организовал «Судетский кризис» — «национальное движение» немцев на западе и севере Чехословакии за присоединение к Германии. 29—30 сентября 1938 года было подписано Мюнхенское соглашение о немецкой оккупации Судетской области Чехословакии под предлогом «обеспечения безопасности немецкого населения» этой области (составлявшего в ней подавляющее большинство). В дальнейшем Чехословакия была расчленена (при участии Польши и Венгрии).
Фашистская Италия проводила не менее агрессивную политику. В 1935—1936 было осуществлено вторжение в Эфиопию, которое вызвало осуждение мирового сообщества и даже привело Италию к выходу из Лиги Наций в 1937 году, однако вся территория Эфиопии была оккупирована и включена в состав итальянских колониальных владений в Африке. На фоне экономических санкций, наложенных на Италию, летом 1936 года произошло её сближение с Германией, отказавшейся присоединиться к европейским санкциям и поставлявшей Италии необходимое ей сырьё.
В ноябре 1936 года Германия и Япония подписали направленный против СССР «Антикоминтерновский пакт», участником которого в 1937 году стала и Италия. В ходе Гражданской войны в Испании СССР оказывал военную помощь республиканскому правительству, тогда как Германия и Италия активно поддержали путч генерала Франко.
В опубликованной в СССР в сентябре 1938 года книге «История ВКП(б). Краткий курс» после описания международной обстановки в 1935—1938 годах говорилось: «Все эти факты показывают, что вторая империалистическая война на деле уже началась. Началась она втихомолку, без объявления войны. Государства и народы как-то незаметно вползли в орбиту второй империалистической войны. Начали войну в разных концах мира три агрессивных государства — фашистские правящие круги Германии, Италии, Японии. Война идёт на громадном пространстве от Гибралтара до Шанхая. Война уже успела втянуть в свою орбиту более полумиллиарда населения».
К концу 1938 года Версальская система в Европе практически прекратила свое существование, а Мюнхенское соглашение значительно усилило Германию. В этих условиях германское руководство поставило перед собой новую внешнеполитическую цель — достичь гегемонии в Европе, закрепив за собой роль великой мировой державы.
В марте 1939 года Германия оккупировала Чехию, превратив её в Протекторат Богемии и Моравии, а Словакию — в своего сателлита. 22 марта 1939 года в Берлине был подписан германо-литовский договор о передаче Германии Мемельской области с портом Мемель.
Тогда же Гитлер открыто предъявил претензии к Польше, потребовав присоединения к Германии Вольного города Данцига и прокладки экстерриториальных автострады и железной дороги через польское Поморье.
В результате захватнических действий Германии и Италии в марте-апреле 1939 года в Европе начался предвоенный политический кризис — период непосредственной расстановки военно-политических сил в предвидении вероятной войны. Именно эти действия вынудили Великобританию и Францию начать зондаж позиции СССР в поисках союзников для сдерживания германской экспансии.

## Дипломатическая активность в Европе накануне войны

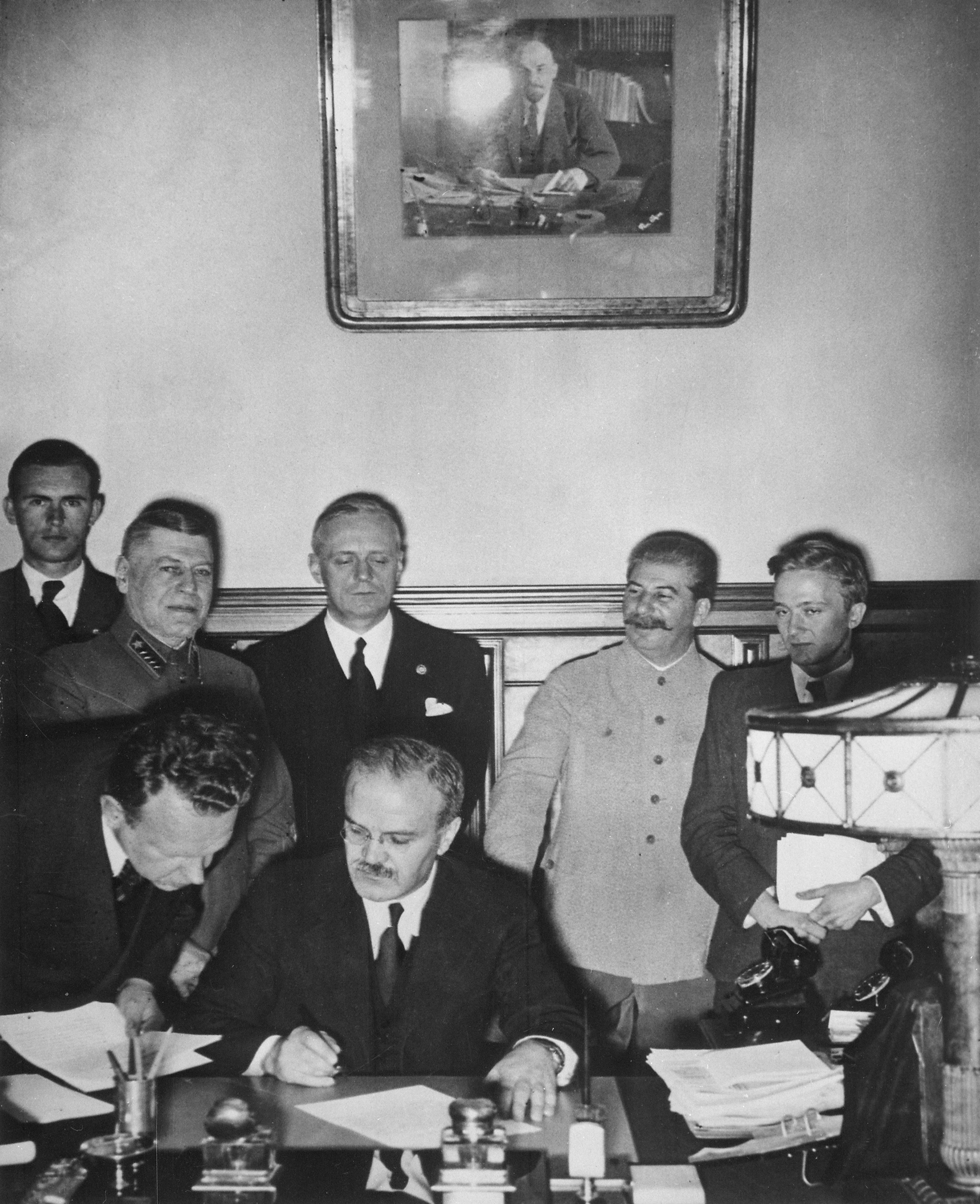
Молотов подписывает договор о ненападении, за ним — Риббентроп, справа — Сталин

Получив осенью 1938 года в Мюнхене очередное наглядное свидетельство того, что великие державы не готовы учитывать мнение СССР в европейской политике, советское руководство было крайне заинтересовано в срыве тенденции европейской консолидации, не учитывающей советские интересы. В этом смысле продолжение германской экспансии в начале 1939 года отвечало интересам Москвы, так как резко повышало заинтересованность обеих европейских военно-политических группировок в соглашении с СССР, тогда как советское руководство могло выбирать, с кем и на каких условиях оно будет договариваться с учётом своих интересов.
В советской и российской историографии принято считать, что цели Великобритании и Франции в начавшихся переговорах в Москве заключались в следующем: отвести от своих стран угрозу войны; предотвратить возможное советско-германское сближение; демонстрируя сближение с СССР, достичь соглашения с Германией; втянуть Советский Союз в будущую войну и направить германскую агрессию на Восток. Что касается целей СССР на этих переговорах, то этот вопрос является предметом дискуссии. Как правило, считается, что советское руководство ставило перед дипломатами три основные задачи — предотвратить или оттянуть войну и сорвать создание единого антисоветского фронта. Сторонники официальной советской версии считают, что стратегической целью советского руководства летом 1939 года было обеспечение безопасности СССР в условиях начавшегося кризиса в Европе; их оппоненты указывают, что советская внешняя политика способствовала столкновению Германии с Великобританией и Францией в расчёте на «мировую революцию».
17 апреля в ответ на предложения Великобритании и Франции СССР предложил этим странам заключить договор о взаимопомощи. 3 мая, когда стало ясно, что Великобритания и Франция не приняли советское предложение, народным комиссаром иностранных дел вместо М. М. Литвинова был назначен В. М. Молотов, по совместительству оставшийся главой СНК СССР. 14 мая советская сторона вновь предложила заключить англо-франко-советский союз, военную конвенцию и предоставить совместные гарантии малым странам Центральной и Восточной Европы.
Тем временем 22 мая был подписан так называемый «Стальной пакт» между Германией и Италией, а уже на следующий день, выступая перед военными, Гитлер обозначил основную цель германской внешней политики — возвращение в число «могущественных государств», для чего требовалось расширить «жизненное пространство», что было невозможно «без вторжения в чужие государства или нападения на чужую собственность».
Начавшиеся в Москве переговоры СССР с Великобританией и Францией, однако, шли вяло и явно заходили в тупик. К тому же советскому руководству стало известно о тайных контактах, которые параллельно происходили между Германией и Великобританией. В ходе тайных переговоров, которые велись в Лондоне, обсуждались разграничение сфер влияния, планы захвата новых и эксплуатации существующих мировых рынков, включая «рынки» России, Китая и ряда других стран.
31 мая на сессии Верховного Совета СССР в выступлении Молотова прозвучала критика позиции Великобритании и Франции. В этих условиях, отметил Молотов, «мы вовсе не считаем необходимым отказываться от деловых связей» с Германией и Италией. Тем самым Москва стремилась оказать давление как на Великобританию и Францию, так и на Германию.

Слева: раздел сфер интересов в Восточной Европе по Секретному доп. протоколу. Справа: фактические изменения территорий к 1941 году.
Оранжевым цветом изображены территории, отходящие и отошедшие к СССР, голубым — территории, отошедшие к Германскому рейху, фиолетовым — территории, оккупированные Германией (Варшавское генерал-губернаторство, Норвегия и протекторат Богемия и Моравия)

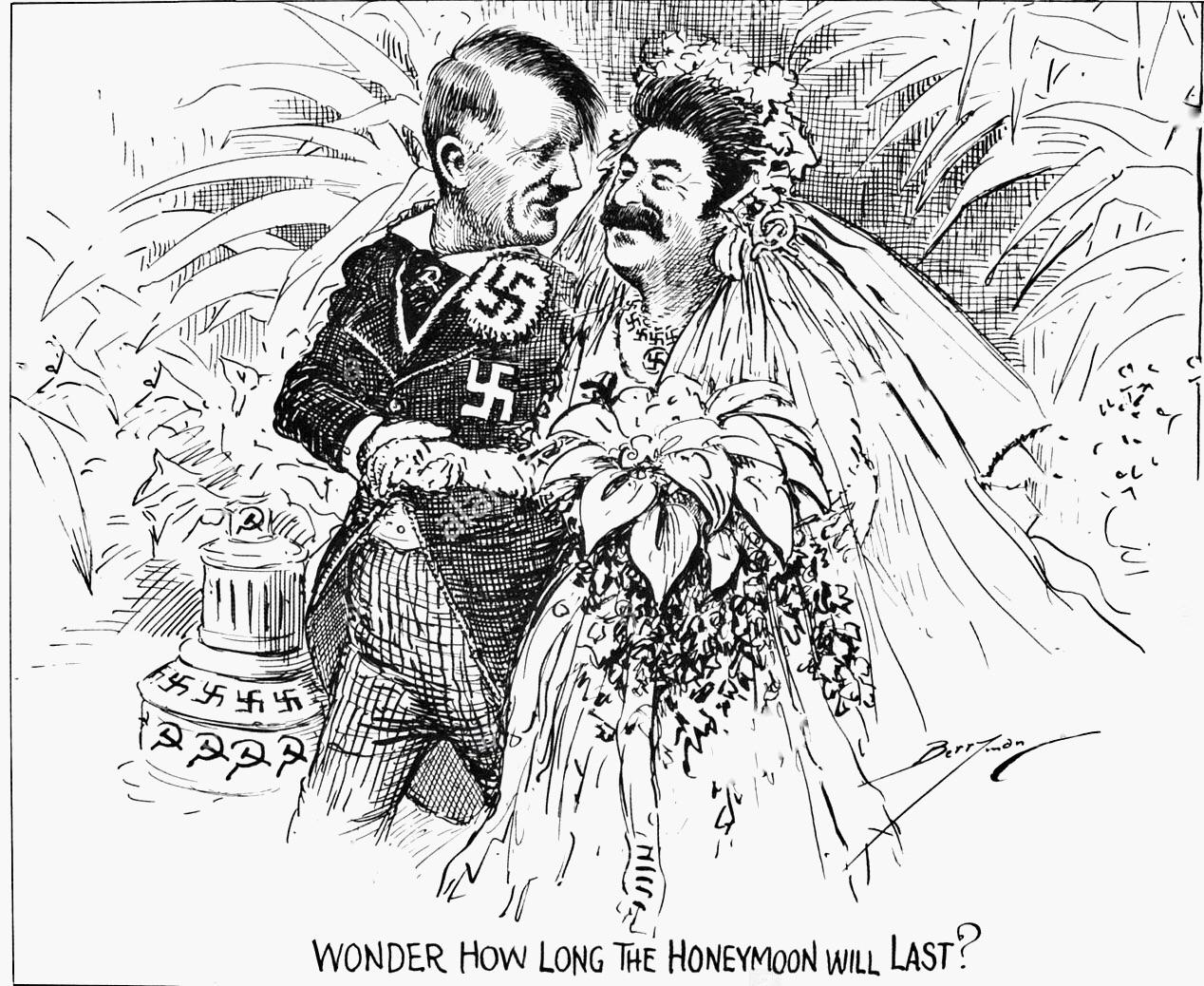
«Интересно, сколько продлится медовый месяц?». Клиффорд Берримен. («The Washington Star», октябрь 1939)

Тем временем у германского руководства усиливалась уверенность в том, что Великобритания пока не готова к войне, и в этих условиях следует не связывать себе руки соглашением с Великобританией, а воевать с ней. Германия также вступила в контакты с советским руководством, предложив улучшить отношения с СССР на базе разграничения интересов сторон в Восточной Европе. 8—10 августа СССР получил сведения о том, что интересы Германии распространяются на Литву, Западную Польшу, Румынию без Бессарабии, но, в случае договорённости с Германией, СССР будет должен отказаться от договора с Великобританией и Францией. Советское руководство предложило Германии заключить полноценный пакт о ненападении. Германия приняла все советские предложения, в том числе касательно секретного дополнительного протокола о разграничении сфер интересов в Европе.
В ночь с 23 на 24 августа 1939 года в Москве был подписан Договор о ненападении между СССР и Германией, а также секретный дополнительный протокол к нему на случай «территориально-политического переустройства» Прибалтики и Польши. Латвия и Эстония входили в сферу интересов СССР. При этом Литва получала Вильнюс (на тот момент польский), а граница интересов в Польше проходила по рекам Нарев, Висла и Сан. Вопрос о независимости Польши, согласно протоколу, мог «быть окончательно выяснен» позже, по согласию сторон. Также СССР подчёркивал интерес к Бессарабии, а Германия — незаинтересованность в ней.
По оценке российского историка М. Мельтюхова, советско-германский пакт о ненападении можно рассматривать как значительную удачу советской дипломатии, которая смогла использовать европейский кризис в своих интересах, переиграть британскую дипломатию и достичь своей основной цели — остаться вне европейской войны, получив при этом значительную свободу рук в Восточной Европе, более широкое пространство для манёвра между воюющими группировками в собственных интересах и при этом свалить вину за срыв англо-франко-советских переговоров на Лондон и Париж.

## Начало и эскалация войны в Европе
1 сентября 1939 года немецкие войска под предлогом нарушения Польшей границ и якобы устроенного поляками нападения на радиостанцию Глейвиц, в соответствии с разработанным планом операции «Вайс», получили приказ  перейти польскую границу. Фюрер выступил с речью в рейхстаге и представил эту военную операцию как полицейскую акцию, которая не направлена против каких-либо других западных держав. В тот же день военные действия против Польши на стороне Германии начала Словакия. 3 сентября Великобритания и Франция в соответствии с принятыми ими в отношении Польши обязательствами объявили войну Германии. Им последовали страны Британского содружества наций — Австралия, Новая Зеландия, Канада, Южная Африка и Индия. В тот же день президент США провозгласил нейтралитет своей страны в данном европейском конфликте. 17 сентября с востока, под предлогом защиты коренного населения Западной Украины и Западной Белоруссии, в пределы Польши вторглись войска СССР. Началась Вторая мировая война.

## Эскалация войны в Азии
Вашингтонская система международных отношений в Азиатско-Тихоокеанском регионе, основывающаяся на результатах конференции 1921—1922 годов, отличалась несколько большей сбалансированностью, чем Версальская система, но также не была универсальной, поскольку в число её субъектов не были включены СССР и Китай, которые могли бы стать гарантами от японского экспансионизма в сотрудничестве с США и Великобританией. Нестабильность Вашингтонской системы обуславливали неопределённость политического развития Китая, милитаристский внешнеполитический курс Японии, изоляционизм США и пр.
Основной внешнеполитической целью Японии в межвоенный период стало расширение зоны влияния в Восточной Азии. В условиях гражданской войны в Китае, активного советского проникновения в Синьцзян, Монголию и Северную Маньчжурию, советско-китайского конфликта и англо-американского соперничества Япония сделала ставку на военно-политическое решение дальневосточных проблем. Использование межимпериалистических противоречий в регионе, антибольшевистская и антиколониальная пропаганда, обретение союзников в Европе позволили Японии проводить экспансионистский курс и при этом сохранять приемлемые отношения с прочими участниками борьбы за влияние в регионе.
С 1927 года Японская империя, обладая скудной ресурсно-сырьевой базой, пыталась воспользоваться слабостью Китая для получения контроля над его богатыми ресурсами и рынками сбыта. На основании обращения Китая Лига Наций в феврале 1933 года рассмотрела маньчжурский вопрос и высказалась за непризнание созданного Японией на оккупированной территории марионеточного государства Маньчжоу-го. В результате Япония объявила о выходе из Лиги Наций.

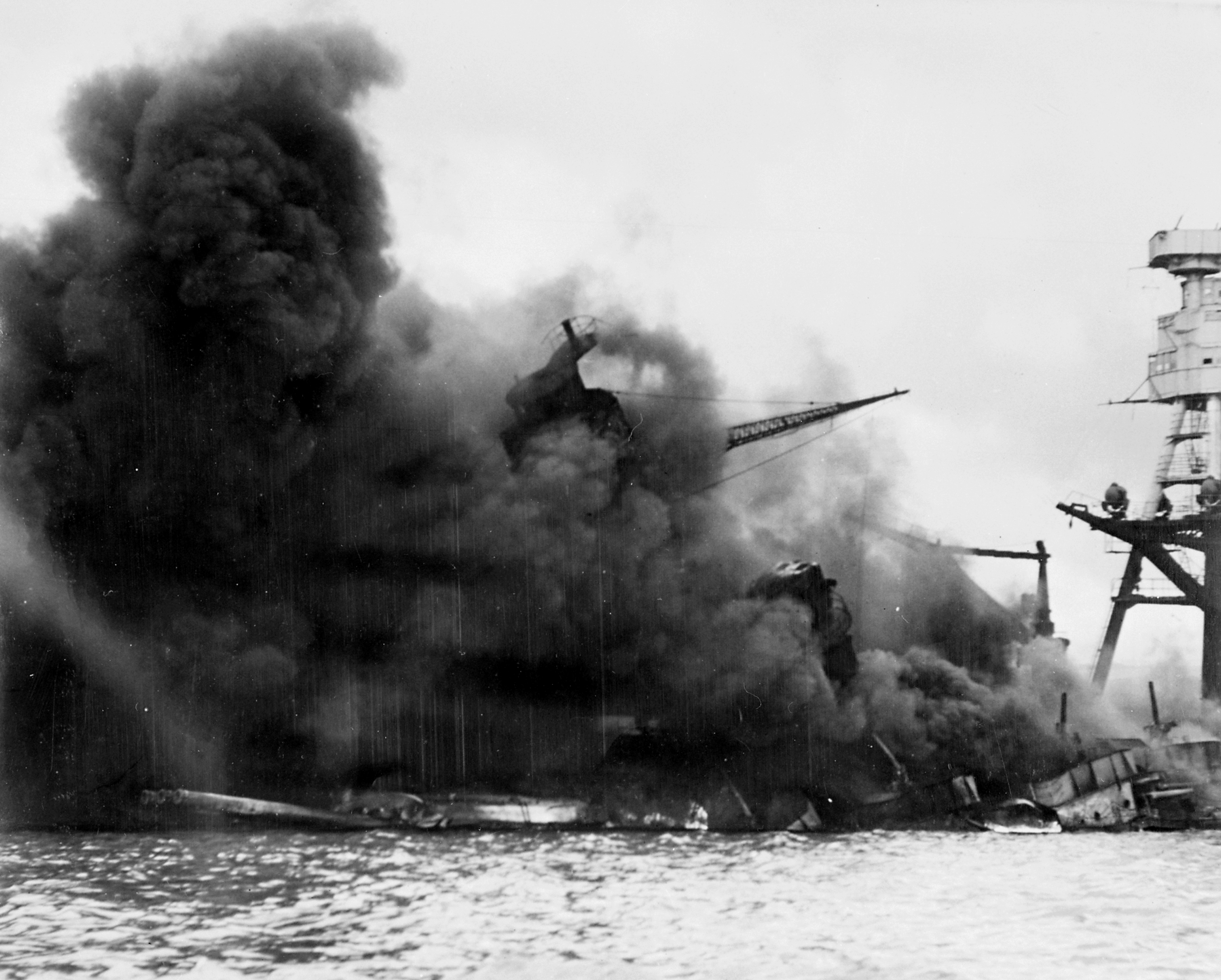
Пожар на линкоре «Аризона» после налёта японской авиации на Пёрл-Харбор

В 1931 году японская армия начала оккупацию Северного Китая, которая по прошествии 6 лет переросла в широкомасштабные боевые действия — после очередной провокации на мосту Лугоу началась Японо-китайская война (1937—1945), которая впоследствии стала частью Второй мировой войны.
3 ноября 1938 года Япония заявила о планах создания «Великой Восточной Азии».
Экономические санкции, введённые Великобританией, Нидерландами и США против Японии с целью заставить её вывести войска из Китая, лишь подталкивали её к объявлению войны этим государствам. Это привело к эскалации крупнейшего вооружённого конфликта в Азии. 7 декабря 1941 года Япония начала войну против США, совершив нападение на Пёрл-Харбор. Параллельно Япония развернула военные действия на юге Дальнего Востока, начав оккупацию французских и британских колоний в Индокитае и ряд островов в Тихом океане. Вторая мировая война приобрела статус конфликта планетарного масштаба.

## Новые материалы из архивов России (2021)
В начале сентября 2021 года в России были опубликованы ранее не издававшиеся документы предвоенного периода. Всего более 3,5 тыс. архивных материалов представлены на сайте Президентской библиотеки имени Б. Н. Ельцина. Значительная часть из них ранее не была введена в научный оборот. Изучение специалистами этих документов должно будет способствовать наиболее полному раскрытию информации о причинах начала конфликта.
В частности, в открытом доступе были представлены шифротелеграммы полномочных представителей СССР в Германии, Великобритании, Франции, Италии, странах Прибалтики, Финляндии, на Балканах, в Турции, Китае, США об обстановке в этих странах, их внешней политике, записи бесед наркомов иностранных дел СССР и их заместителей с послами и иностранными представителями, справочные материалы Наркомата иностранных дел СССР.
Было отмечено, что впервые в одном месте собран широкий круг архивных документов, в том числе недавно рассекреченные, в которых показана обстановка в течение 22 месяцев с начала Второй мировой войны, нарастающая агрессия нацистской Германии и т. д.
Иностранные документы из фондов российского военного архива раскрывают план нанесения ударов по нефтеносным районам советского Кавказа с целью прекращения поставок нефти из СССР в Германию по «Договору о дружбе и границе» между последними.

## Оценки
По мнению британского историка Алана Тейлора, после войны возникла тенденция возложения вины за развязывание войны на Гитлера. Такую позицию Тейлор считает излишне упрощенной. По мнению Тейлора, «ту вину, что не помещалась на плечи Гитлера, можно было переложить на французов, которые не изгнали его из Рейнской области в 1936 г., или на Чемберлена, который пошел на уступки в сентябре 1938-го.».